# Bruno Uhl
Bruno Uhl (* 12. November 1895 in Frankfurt am Main; † 22. Juli 1990) war ein deutscher Kaufmann. Er war der Direktor der Agfa-Photofabrikation in Leverkusen, Ehrenvorsitzender des Verbandes der Deutschen Photographischen Industrie, Ehrenpräsident der Deutschen Gesellschaft für Photographie und Mitbegründer der Photokina.

## Leben
Bruno Uhl wuchs in Rothenfels am Main auf. Er absolvierte eine Lehre in einer Drogerie und war Angestellter in Photohandlungen. Seit 1921 arbeitete Bruno Uhl bei Bayer und Agfa im Einzelhandel.
Seine eigentliche Karriere begann als er nach seiner Zeit in der fotografischen Abteilung der Bayer AG in Leverkusen in die Führungsebene von Bayer aufstieg. Ihm gelang es, die Jahresproduktion von 3.700 auf 6.500 Kameras zu steigern, wozu vor allem verstärkte Exporte beitrugen. Bayer kaufte 1921 80 % der Firmenanteile des Kamerakonstrukteurs und Fotounternehmers Alexander Heinrich Rietzschel bei halbem Stimmrecht. Die restlichen Anteile gingen 1924 zu Bayer, die Uhl zum Direktor ihrer Münchener „Camera-Werke“ ernannten. Im Dezember 1925 wurde im Rahmen der Schaffung der I.G. Farben AG der Fotobereich von Bayer der Agfa zugeordnet.
Nach 1931 wurde Uhl Direktor der Agfa in Berlin und hatte damit eine der Top-Positionen in der deutschen Wirtschaft inne.
Der Reichsminister für Volksaufklärung und Propaganda Joseph Goebbels berief Uhl im Oktober 1933 in den Verwaltungsrat des Werberats der deutschen Wirtschaft.
Nach dem Krieg ging er 1945 von Berlin-Ost nach Leverkusen, fungierte dort als Geschäftsführer der Gesellschaft und war maßgeblich an deren Wiederaufbau beteiligt. Dort blieb er bis zu seiner Pensionierung im Jahre 1956 Vorstandsmitglied der Agfa AG in Leverkusen. Seit 1967 gehörte Bruno Uhl dem Hauptausschuss an, 1969 wurde er in das Präsidium gewählt. Seit den 1950er Jahren lebte er in Bad Kissingen.
Zu seinen Lebzeiten wurden Bruno Uhl zahlreiche Ehrungen und Preise zu Teil. Unter anderem erhielt er 1955 die David-Octavius-Hill-Medaille und 1968 den Kulturpreis der Deutschen Gesellschaft für Photographie.
Bruno Uhl verstarb am 22. Juli 1990 im Alter von 94 Jahren. Er wurde in Rothenfels 1995 beigesetzt.

## Die Photokina
Die erste Schau der Gesellschaft Deutscher Lichtbildner nach dem Krieg fand 1949 in der Kölner Universität statt. Zeitgleich fiel die Entscheidung, in Köln eine Photo-Kino-Ausstellung zu veranstalten. Bruno Uhl war schon 1948 an den Werbefachmann und Publizisten Leo Fritz Gruber mit dem Plan einer eigenständigen Fotomesse für Köln herangetreten. Gruber hatte internationale Kontakte zu Fotografen, Agenturen und Institutionen und nutzte die Gelegenheit, seine Vorstellungen für eine publikumswirksame Messe bereits in das erste Messeprojekt mit einzubringen. Zusammen mit Hans Roggendorf entwarf er das Signet und die Einführungsschau der Photo-Kino-Ausstellung, die als Vorläufer der ab 1951 regelmäßig stattfindenden photokina angesehen werden muss.

Im Jahr 1950 war es wegen des begrenzten Raumes nicht möglich, eine internationale Messe zu organisieren. Aus dem gleichen Grund waren nur Firmen aus der Trizone und Unternehmen aus den Westsektoren Berlins zur Fotomesse zugelassen worden. Die zweite Foto Messe 1951 war international und hatte den Namen Photokina.
Seit 1950 gibt es eine Messe ausschließlich für Fotografie, die photokina world of imaging.

## Vermächtnisse und Nachleben
- Dr.-Bruno-Uhl-Bibliothek

1979 wurde die Bruno-Uhl-Bibliothek von der Deutschen Gesellschaft für Photographie der Kunst- und Museumsbibliothek der Stadt Köln angegliedert.
- Dr.-Bruno-Uhl-Preis
- Dr.-Bruno Uhl-Medaille[9]

- Dr.-Bruno-Uhl-Wettbewerb

Im November wurden die ersten Wandermappen aus dem Dr. Bruno Uhl Wandermappen Wettbewerb im Amerikahaus in Hamburg gezeigt. Der angekündigte vorgezogene Verbandstag wird nach Mülheim/Ruhr einberufen (1959–1968, Stadt der Uhl-Entscheidungen) und damit verbunden die Eröffnung der Ausstellung „Fotos aus dem Dr.-Bruno-Uhl-VDAV-Wanderpreis“. Die erste Goldene Plakette des Verbandes wurde an den Förderer und Gönner sowie Ehrenmitglied des VDAV, Dr. h. c. Bruno Uhl verliehen. Die Plakette ist eine Stiftung der AGFA und geht auf eine Anregung von Leo Fritz Gruber zurück. Die künstlerische Gestaltung erfolgte durch den Kölner Werner Labbe. Preis im Dr.-Bruno-Uhl-Wettbewerb (Ausschreibung an den Kölner Werkschulen) mit einer tauschierten Arbeit 1970. Bruno Uhl in: „Schmuck: Fingerringe“, von Anna Beatriz Chadour, Rüdiger Joppien, Kunstgewerbemuseum der Stadt Köln – 1985
- Dr.-Bruno-Uhl-Straße in Thundorf in Unterfranken, Ortsteil Theinfeld im Landkreis Bad Kissingen.

## Ausstellungen
- 1970: Bruno Uhl Photoausstellung zum 75. Geburtstag. Museum Ludwig, Köln 1970[11]
- 2006: Photokina - The Early Years 1950 - 1956

## Auszeichnungen
- 1954: Großes Bundesverdienstkreuz
- 1955: Verleihung der David-Octavius-Hill-Medaille an Dr. h. c. Bruno Uhl[12]
- 1969: Großes Bundesverdienstkreuz mit Stern für Dr. Bruno Uhl[13][14]
- Kulturpreis 1968 an Dr. h. c. Bruno Uhl von der Deutschen Gesellschaft für Photographie[15]
- Ehrenvorsitzender des Verbandes der Deutschen Photographischen Industrie
- Ehrenpräsident der Deutschen Gesellschaft für Photographie
- Ehrenmitglied der Deutschen Gesellschaft für Dokumentation (heute Deutsche Gesellschaft für Information und Wissen)
- Ehrenbürger der Stadt Rothenfels
- Ehrendoktorwürde Dr. h. c. (Dr. honoris causa)

## Bücher
- 1927: Toten-Gedenkbuch: Gewidmet dem Gedächtnis der auf den Walstätten des Weltkrieges 1914–1918 gebliebenen Kameraden des Kgl. Preußischen Hohenzollernschen Fußart.-Rgter Nr 13 und 24 und des Kgl. Württ. Fußart.-Rgts Nr 13 und deren Kriegsformationen / Uhl. Im Auftrag des Offizier-Vereinigung bearbeitet unter Mitwirkung der Traditionsbatterie des Reichsheeres, hrsg. Bruno Uhl; Friedrich Gerok, Hardt Verlag, Stuttgart 1927, 76 Seiten
- 1970: Erinnerungen, Bruno Uhl – Privatdruck zu meinem 75. Geburtstag am 12. November, hrsg. Bruno Uhl, Bad Kissingen 1970, 368 Seiten